# NGC 5235
NGC 5235 (również PGC 47984 lub UGC 8582) – galaktyka spiralna z poprzeczką (SBbc), znajdująca się w gwiazdozbiorze Panny. Odkrył ją William Herschel 13 kwietnia 1784 roku.